# Даньковський Вадим Васильович
Вади́м Васи́льович Данько́вський — майор (станом на серпень 2015 — підполковник) Збройних сил України, учасник російсько-української війни.

## Нагороди
14 серпня 2014 року — за особисту мужність і героїзм, виявлені у захисті державного суверенітету та територіальної цілісності України, вірність військовій присязі під час російсько-української війни, відзначений — нагороджений орденом «За мужність» III ступеня
- 13 серпня 2015 року — орденом Богдана Хмельницького III ступеня.
- Медаль «За військову службу Україні»[1]